# Метиннисы
Метиннисы, или рыбы-доллары (лат. Metynnis), — род пресноводных лучеперых рыб семейства пираньевых (Serrasalmidae) из отряда харацинообразных (Characiformes).
Обитают в пресных водоемах Южной и Центральной Америки, где порой образуют многотысячные стаи, являясь обычным фоновым представителем ихтиофауны. Несмотря на принадлежность к легендарному семейству пираньевых — представители рода преимущественно растительноядные, насекомоядные и сравнительно мирные рыбы, популярные у любителей аквариумистики. Максимальная длина тела представителей разных видов варьирует от 5,8 до 18 см.

## Классификация
После ревизионной правки в систематике и согласно последним научным исследованиям по некоторым морфологическим и генетическим признакам, род Metynnis был расформирован на роды собственно Metynnis и Myloplus.
Близкие роды Myleus, Mylossoma.
В состав рода включают 15 видов:
- Metynnis altidorsalis Ahl, 1923
- Metynnis argenteus Ahl, 1923 — Серебристый метиннис, или серебристая рыба-доллар
- Metynnis cuiaba Pavanelli, Ota & Petry, 2009
- Metynnis fasciatus Ahl, 1931
- Metynnis guaporensis Eigenmann, 1915
- Metynnis hypsauchen (Müller & Troschel, 1844)
- Metynnis lippincottianus (Cope, 1870)
- Metynnis longipinnis Zarske & Géry, 2008
- Metynnis luna Cope, 1878
- Metynnis maculatus (Kner, 1858) — Пятнистый метиннис, или пятнистая рыба-доллар
- Metynnis melanogrammus Ota, Rapp Py-Daniel & Jégu, 2016[3]
- Metynnis mola Eigenmann & C.H.Kennedy, 1903
- Metynnis orinocensis (Steindachner, 1908)
- Metynnis otuquensis Ahl, 1923
- Metynnis polystictus Zarske & Géry, 2008